# 尼古拉斯·布朗
尼古拉斯·布朗（英語：Nicholas Joseph "Nick" Braun，1988年5月1日—）是美國的一位演員和音樂人，在HBO電視劇《继承之战》中飾演格雷格·赫希（Greg Hirsch ）最為人熟識。

## 外部連結
- 维基共享资源上的相關多媒體資源：尼古拉斯·布朗
- 尼古拉斯·布朗在互联网电影资料库（IMDb）上的資料（英文）
- Official site (Atlantic Records) （页面存档备份，存于）
- Artist page at Atlantic Records （页面存档备份，存于）